# Simon Peter (parochie, Kopenhagen)
Simon Peter is een parochie van de Deense Volkskerk in de Deense gemeente Kopenhagen. De parochie maakt deel uit van het bisdom Kopenhagen en telt 6658 kerkleden op een bevolking van 9169 (2004). De parochie werd tot 1970 gerekend onder Sokkelund Herred.
Simon Peter werd als zelfstandige parochie gesticht in 1935 als afsplitsing van Filip. De eigen parochiekerk kwam gereed in 1944.

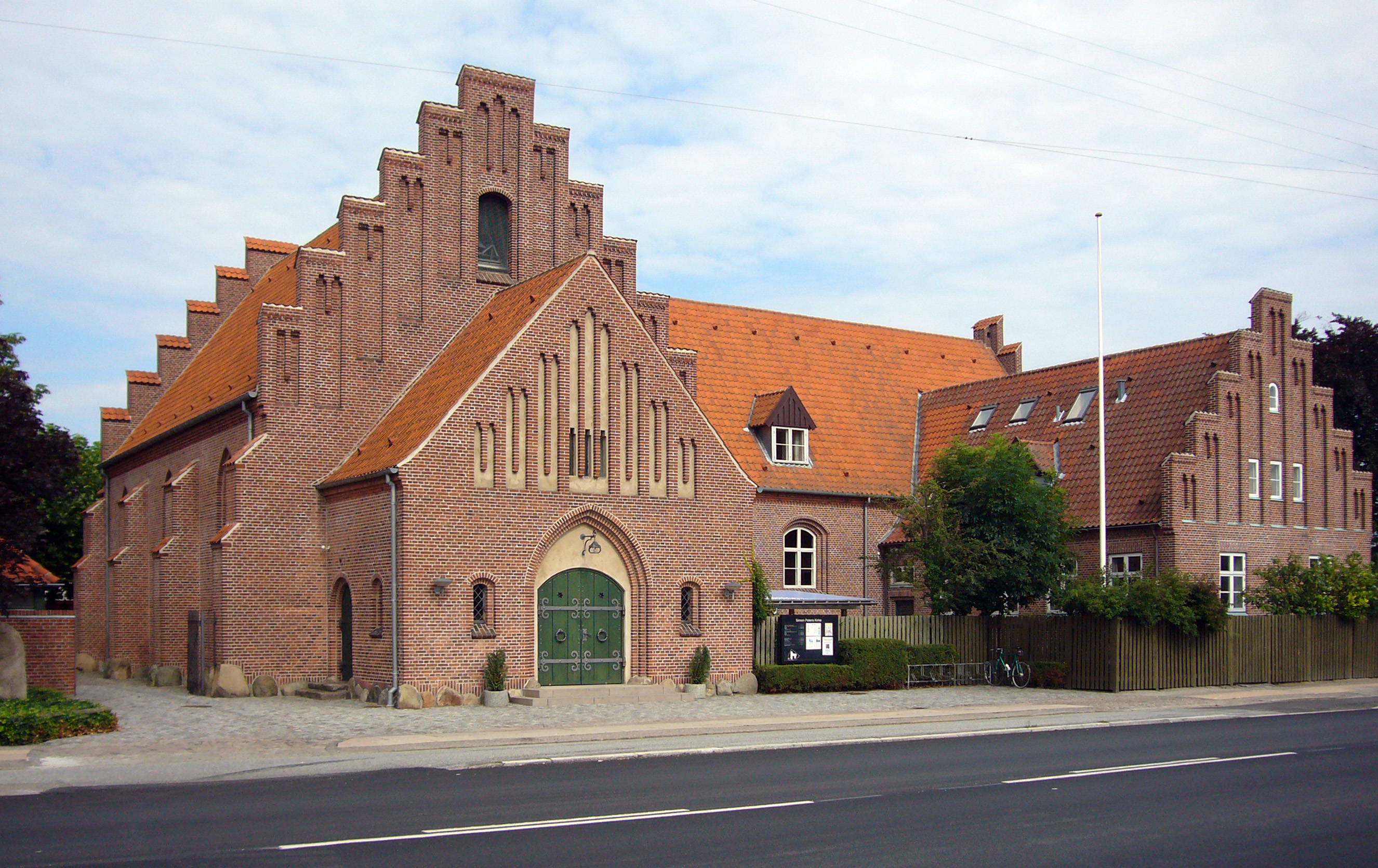
Simon Peters Kirke (1944)